# Arrondissement de Sneek
L'arrondissement de Sneek est une ancienne subdivision administrative française du département de la Frise créée le 1er janvier 1811 et supprimée le 11 avril 1814.

## Composition
Il comprenait les cantons de Bolsward, Hindeloopen, Lemmer, Rauwerd et Sneek.